# Nucleoporina
Nucleoporina forma um conjunto de proteínas que formam os poros do carioteca nas células eucariontes.